# Нумата (Хоккайдо)

43°48′24″ пн. ш. 141°56′0″ сх. д. / 43.80667° пн. ш. 141.93333° сх. д.
Нума́та (яп. 沼田町, ぬまたちょう, МФА: [numata t͡ɕoː]) — містечко в Японії, в повіті Урю округу Сораті префектури Хоккайдо. Станом на 1 жовтня 2008 року площа містечка становила 283,21 км². Станом на 31 березня 2017 населення містечка становило 3173 осіб.